# Курінний В'ячеслав Григорович
Курінний В'ячеслав Григорович (10 грудня 1932 — 23 грудня 1992) — радянський ватерполіст.
Срібний призер Олімпійських Ігор 1960 року, бронзовий призер 1956 року.
Бронзовий призер Чемпіонату Європи з водних видів спорту 1954 року.